# 助川良平
助川 良平（すけかわ りょうへい、1921年1月10日 - 1959年6月15日）は、日本の衆議院議員（自由党→自由民主党）。

## 経歴
福島県出身。父は衆議院議員を5期務め、農業政策の専門家として知られた立憲政友会所属の政治家・助川啓四郎。
東京帝国大学法学部政治学科卒業。福島県議会議員を経て1953年の第26回衆議院議員総選挙に自由党公認で立候補し初当選。以降連続3回総選挙に当選した。
父・啓四郎が農政を専門としていたことから、良平も農政のエキスパートとなり、自由党政調会農林部長・自由民主党産業局農林部長等を歴任した。
しかし1959年に入ってから病状が悪化し、福島県立医科大学附属病院に入院する。手術を受けたものの術後の経過が思わしくなく、6月15日に出血性胃潰瘍のため38歳で死去した。